# Rid of Me
A Rid of Me PJ Harvey második nagylemeze 1993-ból. Elődjétől abban tér el, hogy a szövegek sokkal egyenesebbek, a dalok pedig agresszívabbak. A Rid of Me-n hallható dalokat a Harvey nevét viselő trió rögzítette. Ez volt az utolsó albumuk együttesként, 1993-ban feloszlottak. A kritikusok dicsérték az albumot, 2003-ban 405. lett a Rolling Stone magazin Minden idők 500 legjobb albuma listáján. Szerepel az 1001 lemez, amit hallanod kell, mielőtt meghalsz című könyvben.

## Az album dalai
|     | Cím                   | Szerző(k)         | Hossz |
| --- | --------------------- | ----------------- | ----- |
| 1.  | Rid of Me             | Polly Jean Harvey | 4:28  |
| 2.  | Missed                | Harvey            | 4:25  |
| 3.  | Legs                  | Harvey            | 3:40  |
| 4.  | Rub 'Til It Bleeds    | Harvey            | 5:03  |
| 5.  | Hook                  | Harvey            | 3:57  |
| 6.  | Man-Size Sextet       | Harvey            | 2:18  |
| 7.  | Highway '61 Revisited | Bob Dylan         | 2:57  |
| 8.  | 50ft Queenie          | Harvey            | 2:23  |
| 9.  | Yuri-G                | Harvey            | 3:28  |
| 10. | Man-Size              | Harvey            | 3:16  |
| 11. | Dry                   | Harvey            | 3:23  |
| 12. | Me-Jane               | Harvey            | 2:42  |
| 13. | Snake                 | Harvey            | 1:36  |
| 14. | Ecstasy               | Harvey            | 4:26  |

## Közreműködők
- Polly Jean Harvey – gitár, ének, hegedű, cselló, orgona
- Robert Ellis – dob, ütőhangszerek, ének
- Steve Vaughan – basszusgitár

### Produkció
- Steve Albini – producer
- Polly Jean Harvey, Head, Robert Ellis – producer (Man-Size Sextet)
- Maria Mochnacz – fényképek
- Robert Ellis – vonósok hangszerelése
- Brendan Ashe – vezető (Man-Size Sextet)
- John Loder – mastering